# Селицкий, Сергей Аполлинарьевич
Сергей Аполлинарьевич Селицкий  (1883—1943) — советский акушер-гинеколог, доктор медицинских наук, профессор (1926).

## Биография
Сергей Аполлинарьевич Селицкий родился в 1883 году. С 1910 года, после окончания медицинского факультета Московского университета, работал в акушерской клинике профессора Московского университета А. М. Макеева.
В 1921 году С. А. Селицкий защитил докторскую диссертацию. Тема диссертации: «К вопросу об эклампсии в клиническом отношении».
Место работы: Акушерская клиника А. М. Макеева; ординатор, ассистент, приват-доцент после защиты докторской диссертации в клинике акушера, профессора Н. И. Побединского; заведующий отделением московского НИИ охраны материнства и младенчества (1926 — 1931); заведующий акушерской клиникой областного ивановского НИИ охраны материнства и младенчества (1931—1933).
В 1933 — 1935 годах работал профессором кафедры акушерства и гинекологии 2-го Московского медицинского института (ныне Российский национальный исследовательский медицинский университет имени Н. И. Пирогова). С 1935 по 1938 год был главным акушером-гинекологом  Саратовского городского и областного отделов здравоохранения. В 1938 — 1939 годах работал консультантом гинекологом в городе Малоярославце. В 1939 — 1943 годах работал консультантом акушером-гинекологом медико-санитарного управления Народного комиссариата путей сообщения.
Область научных интересов Сергея Аполлинарьевича Селицкого — акушество, эклампсия,  заболевание, возникающее во время беременности, родов и в послеродовой период.  С. А. Селицкий одним из первых в СССР стал проводить лечение без применения наркотиков. Он предложил свою классификацию дерматозов беременных, занимался вопросами лактотерапии и гинекологии, использованием противозачаточных средств.
С. А. Селицкий был популяризатором науки, редактором отдела «Акушерство. Гинекология» первого издания Большой медицинской энциклопедии. Его перу принадлежат 15 научно-популярных книг по охране здоровья женщины.
Несмотря на то, что Сергей Аполлинарьевич Селицкий был крупным специалистов в области гинекологии, в 1935 году он вместе с женой и двумя дочерьми был выслан из Москвы в Поволжье.  Селицкие возвратились только перед началом Великой Отечественной войны.

## Семья
Жена С. А. Селицкого, Вера Николаевна, работала врачом-педиатром. Дочь С. А. Селицкого, Селицкая София Сергеевна (1922—1998), профессор, доктор медицинских наук, работала акушером-гинекологом.

## Труды
С. А. Селицкий — автор около 100 научных работ, включая ряд монографий, включая:
- Эклямпсия без судорог, М., 1913;
- Эклямпсия в клиническом отношении, М., 1926;
- Противозачаточные средства в историческом отношении, М., 1927 (совм. с Лурье А. Ю.);
- Противозачаточные средства в современном научном освещении, изд. 1-е, М., 1927, изд. 4-е, Л., 1930 (совм. с Губаревым А. П.);
- Нефропатии, нефрозы и нефриты беременных с клинической точки зрения, Журнал "Врач, дело", № 2, ст. 121, 1936.